# أحمد السلطان
أحمد السلطان لاعب كرة قدم سعودي محترف. يلعب في خط الوسط في نادي الجبيل.
كانت بداياته مع نادي الفتح، ثم أعاره الفتح إلى نادي الدرعية لمدة موسم في عام 2015 وانتقل إلى نادي ضمك عام 2017 و انتقل إلى نادي العدالة في 2019  ولعب بعدها في نادي البكيرية ونادي الجبيل.

## روابط خارجية
- أحمد السلطان على موقع قاعدة بيانات كرة القدم.إي يو (الإنجليزية)
- أحمد السلطان على موقع Soccerway.com (الإنجليزية)